# 华纳兄弟游戏
华纳兄弟游戏（英語：Warner Bros. Games，简称WB Games）是华纳兄弟下属的一个部门，成立于1993年，目前该部门负责的业务包括电子游戏开发及发行，授权和分销第三方电子游戏。原名華納兄弟互動娛樂（英語：Warner Bros. Interactive Entertainment）。

## 公司历史
华纳兄弟与游戏业务的关系可追溯到1993年。该年华纳兄弟设立华纳兄弟消费制品部门（Warner Bros. Consumer Products）。1995年，华纳兄弟消费制品卖出了第一份游戏改编版权，授权阿克莱姆娱乐根据《永远的蝙蝠侠》电影制作同名游戏。此后的几年里，公司又基于DC漫画、卡通頻道、漢納巴伯拉動畫、樂一通以及自家多部电影的版权授权给育碧、EA、THQ等多家游戏公司制作相关题材的电子游戏。2003年，华纳兄弟消费制品首次以联合发行商的身份与EA一起发行了基于电影《樂一通反斗特攻隊》制作的同名游戏，游戏交由英国的犹猪游戏开发，发行在PlayStation 2、任天堂GameCube以及Game Boy Advance上，评价一般。

华纳兄弟游戏的标志

2004年，华纳兄弟正式设立華納兄弟互動娛樂，由曾任职Monolith Productions的賈斯·霍爾担任高级副总裁。并收购了美国游戏开发商Monolith Productions。随后于2005年，推出“华纳兄弟游戏”品牌。第一款游戏是《黑客帝国Online》，由Monolith Productions开发，世嘉协助联合发行。此后华纳兄弟互动娱乐帮助分发销售《黑客帝国》的游戏系列作品《进入矩阵》和《黑客帝国：关键抉择》。
2006年，公司购入SCi娱乐的10.3%股份，该公司是著名游戏公司Eidos Interactive的实际拥有者（后被日本游戏巨头史克威尔艾尼克斯收购）。同年，公司首次独自发行电子游戏——《正义联盟英雄》，并交由Eidos分发销售本作的Xbox版本。
2007年，华纳兄弟互动娱乐公布了其5年发展计划以深入游戏产业，将在西雅图地区设立一个新工作室负责华纳兄弟现有游戏开发和发行工作，并持续寻找收购游戏工作室的机会。同年，公司花费约1亿英镑收购了英国游戏开发公司TT游戏。
2008年4月，公司继续增持SCi娱乐的股票达到35%，并获得了Eidos的游戏在北美（美国，加拿大和墨西哥）的分销权。在同年的12月15日，在SCi更名为Eidos plc后，公司又购入Eidos的1,000万股股票，占总股的19.92%。据2009年1月的《好莱坞报道》，该收购使华纳兄弟影业获得了Eidos的著名作品古墓丽影系列的电影改编版权，该版权此前由派拉蒙持有。
2009年2月12日，史克威尔艾尼克斯旗下的全资子公司史克威尔艾尼克斯有限公司（Square Enix Limited）宣布以8,430万英镑收购Eidos plc。其中华纳兄弟作为Eidos的股东支持了这次收购。4月22日，史克威尔艾尼克斯全盘接手Eidos，之后将其更名为史克威尔艾尼克斯欧洲。
2009年2月4日，华纳兄弟宣布收购美国游戏开发商雪盲工作室，交易条款没有被披露。同年，公司还收购了美国老牌游戏厂商Midway Games的大部分资产；Midway由于经营不善在2009年时宣布破产保护，华纳花费大约4,900万美元获得真人快打系列、间谍猎手系列、致命车手等作品的版权，以及Midway在芝加哥的游戏工作室和Surreal Software工作室。
2010年1月，公司宣布获得独家版权并将制作《芝麻街》的相关游戏，《Elmo's A-to-Zoo Adventure》和《Cookie's Counting Carnival》在2010年秋季发售，平台为Wii和任天堂DS双平台。同年2月23日，华纳兄弟互动娱乐宣布通过购买大多数股权收购了英国伦敦的游戏开发商Rocksteady Studios，Rocksteady Studios曾和华纳兄弟互动娱乐一起制作过《蝙蝠侠 阿卡姆疯人院》和《蝙蝠侠 阿卡姆之城》；收购后，Rocksteady Studios将致力于开发基于华纳兄弟作品版权的游戏。
2010年3月，公司在加拿大魁北克省开设了新的工作室，名为华纳兄弟游戏蒙特利尔工作室。该工作室专注于制作基于DC漫畫的游戏。
2017年1月24日，华纳兄弟宣布从迪士尼互动工作室收购了最近关闭的艾薇嵐奇軟體，并重新开张。
2021年5月，AT&T宣布以约430亿美元的价格剥离华纳媒体，与探索公司合并。有传言称华纳兄弟互动娱乐不会被全部出售，不过最终仅剥离了Playdemic，其他部分都一同加入了新合并成立的华纳兄弟探索。而Playdemic于2021年9月20日以14亿美元的价格卖给了艺电。2022年4月8日，华纳兄弟探索设立新公司华纳兄弟探索全球流媒体与互动娱乐，统合旗下流媒体和游戏业务，由JB Perrette主管。
2024年7月，华纳兄弟游戏收购《MultiVersus》开发商Player First Games。
2025年2月，华纳兄弟游戏确认关闭Monolith Productions、Player First Games和华纳兄弟游戏圣迭戈工作室。

## 旗下部门

### 发行品牌
- 港口鑰遊戲，成立于2017年。

### 游戏工作室
目前
- 艾薇嵐奇軟體，位于美国犹他州盐湖城，成立于1995年，被迪士尼关闭后于2017年收购并重开。[24]
- NetherRealm Studios，位于美国芝加哥，以“Midway芝加哥”之名成立于1988年，2009年从Midway Games手中收购，并于2010年更名为现公司名。
- Rocksteady Studios，位于英国伦敦，成立于2004年，2010年通过股权收购。
- TT Games（英语：TT Games），位于英国梅登黑德，成立于2005年，2007年11月8日被收购。
  - Traveller's Tales，位于英国诺士佛，成立于1989年，在2005年被TT Games重组为旗下部门。
  - TT Fusion，位于英国威尔姆斯洛，以“ Embryonic Studios”之名成立于2005年，由TT Games收购于2006年。
- 华纳兄弟游戏波士顿工作室，原Turbine, Inc.（英语：Turbine, Inc.），位于美国马萨诸萨州尼德姆，成立于1994年，2010年被收购，2018年更名。
- 华纳兄弟游戏蒙特利尔工作室，位于加拿大蒙特利尔，成立于2010年。
- 华纳兄弟游戏旧金山工作室（英语：WB Games San Francisco），位于美国旧金山，成立于2013年。[25]
- 华纳兄弟游戏纽约工作室，位于美国纽约特洛伊，以“Agora Games”成立于2005年，于2017年被收购。[26]

关闭
- 雪盲工作室（英语：Snowblind Studios），位于美国华盛顿州柯克兰，成立于1997年，2009年被收购，2012年被合并入Monolith Productions。
- Surreal Software（英语：Surreal Software），位于美国华盛顿州柯克兰，成立于1997年，2009年从Midway Games手中收购，2010年被合并入Monolith Productions。
- Playdemic，位于英国曼彻斯特，成立于2010年，2017年2月被收购，2021年6月出售给艺电。
- Monolith Productions，位于美国华盛顿州柯克兰，成立于1994年，2004年被收购，2025年关闭。
- Player First Games，位于美国洛杉矶，成立于2019年，2024年7月被收购，2025年关闭。
- 华纳兄弟游戏圣迭戈工作室，位于美国加州圣迭戈，成立于2019年[27]，2025年关闭。